# 新オプトウエア
新オプトウエア株式会社（しんオプトウエアかぶしきがいしゃ）は、横浜市港北区（後に西区に移転）に本社のあった、大容量光ディスク、ホログラフィック・バーサタイル・ディスク（HVD)を開発製造する企業である。
1999年、オプトウエアの社名でソニー出身の堀米秀嘉により設立された。2002年には200ギガバイトの記録が可能な光ディスクの年内に製品化すると発表、同年7月の「InterOpto '02」でも評価機を展示し、ハワイで開催された「ISOM/ODS 2002」でも同社の展示に大きな関心が集まった。

しかし2008年には事業の大幅縮小を余儀なくされた。また、同年に東京通信機工業株式会社の子会社となった。